# Uiterwaard

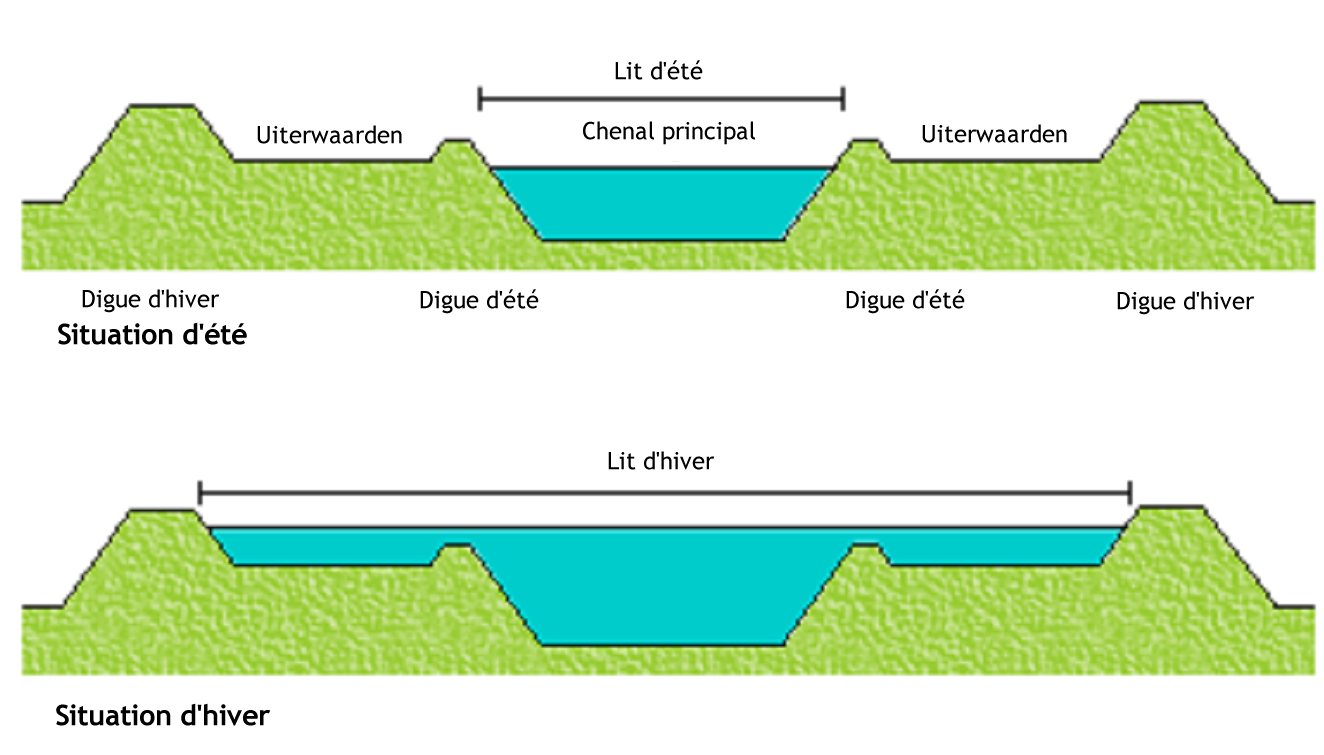
Lit de rivière avec ses uiterwaarden

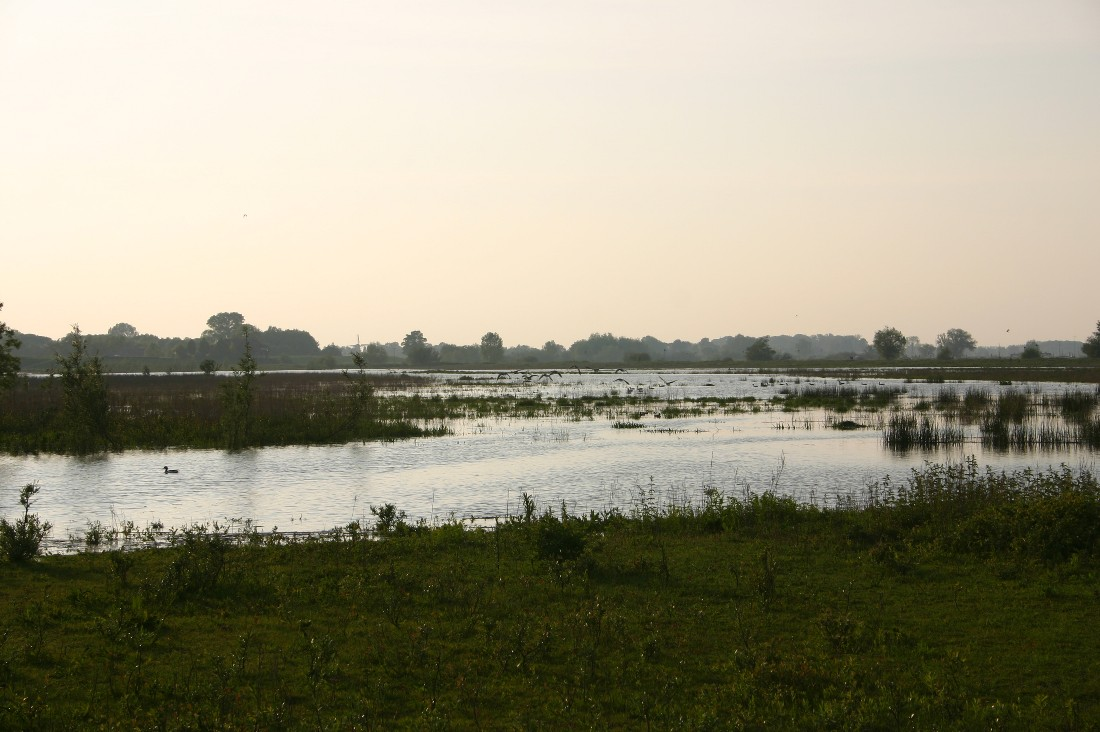
Uiterwaarden près de Deventer, le long de l'IJssel

Un uiterwaard (également : uiterwaarde ou uiterdijk, pluriel : uiterwaarden) est un terme néerlandais utilisé en géomorphologie pour indiquer la zone inondable entre le lit d'été d'un fleuve ou d'une rivière (voire d'un ruisseau) et ses digues extérieures. Entre le lit d'été et ces uiterwaarden se trouve souvent une digue dite d'été. Pendant les saisons humides (essentiellement en hiver), les uiterwaarden peuvent s'inonder, de manière à agrandir le lit de la rivière et de diminuer le risque d'inondation des terres habitées.
En ajoutant une (basse) digue d'été, les terres des uiterwaarden restent plus souvent sèches. Ainsi, les agriculteurs riverains peuvent utiliser ces zones comme pâturages. 
Les uiterwaarden sont très fréquentes le long les différents bras des grands fleuves et rivières du delta du Rhin et de la Meuse, aux Pays-Bas.
De nos jours, il arrive souvent que des projets écologiques investissent les uiterwaarden. Par la destruction les digues d'été, en creusant les uiterwaarden et en approfondissant d'anciens chenaux, on crée une situation idéale pour rétablir un habitat écologique d'origine.